# Meindert Niemeijer

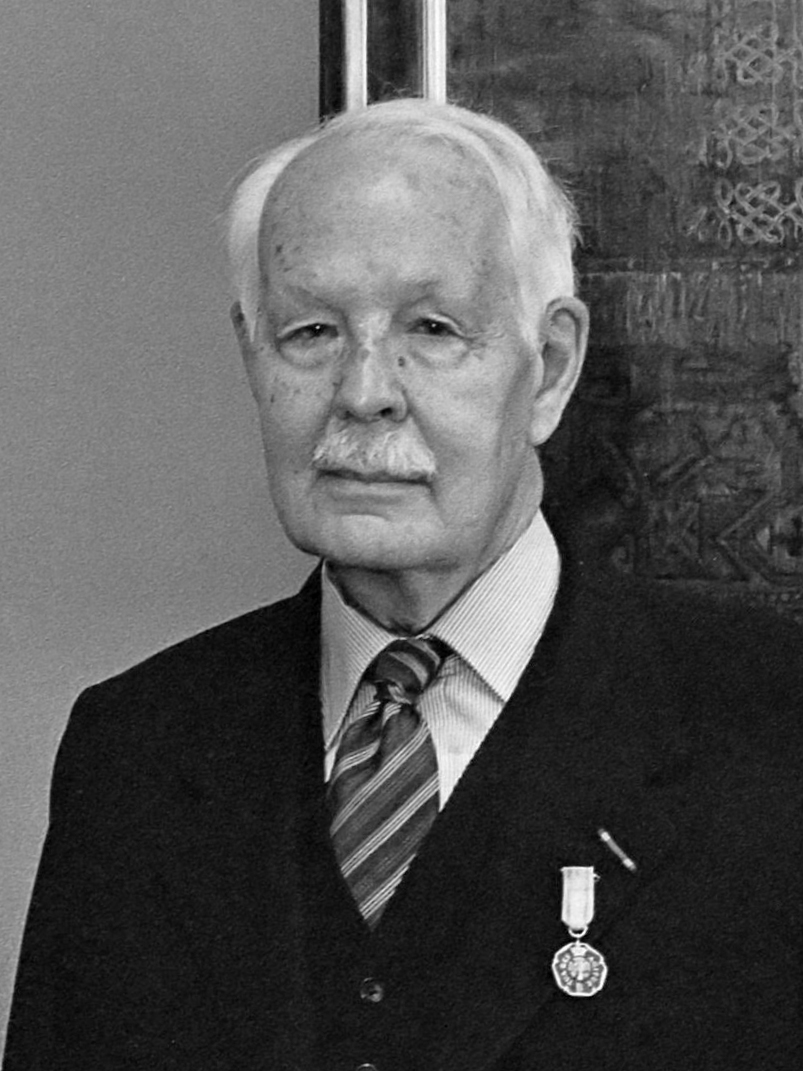
Meindert Niemeijer (1982)

Meindert Niemeijer (Rotterdam, 18 februari 1902 – 5 oktober 1987) was een Nederlandse schaakcomponist, mecenas en verzamelaar van schaakliteratuur. Zijn bibliotheek vormde de basis van een van de grootste collecties van schaakboeken ter wereld.

## Levensloop
Niemeijer promoveerde en werd daarna advocaat. Tussen 1926 en 1964 was hij directeur van een groot verzekeringsbedrijf in Rotterdam. In 1944 werd zijn huis in beslag genomen door de Duitse bezetter, maar hij kon zijn uitgebreide bibliotheek op tijd in veiligheid brengen. Later was Niemeijer lid van de raad van bestuur van Nationale-Nederlanden. Zijn dochter Marjon (1930-1988) trouwde met de schrijver Willem van den Hout, beter bekend als Willy van der Heide, onder welk pseudoniem hij de Bob Evers-serie schreef.

## Schaken
Tijdens zijn schooljaren deelde Niemeijer met de een week oudere Jan Hartong dezelfde schoolbank. Later maakten ze samen schaakcomposities.
In 1924 begon Niemeijer met het verzamelen van schaakboeken, die hij voornamelijk kocht op veilingen. Hieronder waren 25 complete bibliotheken, waaronder de 4000 boeken tellende collectie van de Braziliaan DeMotta. De vele buitenlandse contacten die hij vanwege zijn werk onderhield, maakten het voor hem gemakkelijker om werken in vreemde talen te kopen. Zo wist hij een groot aantal Oost-Europese titels te verwerven. Zijn collectie, die toen bestond uit ongeveer 7000 boeken, schonk hij in 1948 aan de Koninklijke Bibliotheek in Den Haag. De bibliotheek voegde haar samen met de in 1876 door Antonius van der Linde geschonken verzameling tot de Bibliotheca Van der Linde-Niemeijeriana. Als tegenprestatie eiste Niemeijer van de bibliotheek, die hij ook daarna met zijn eigen middelen ondersteunde, dat er een catalogus van de collectie gemaakt werd, die in 1955 gereed kwam.
Behalve schaakboeken verzamelde Niemeijer vanaf 1925 ook Nederlandse schaakproblemen. In zijn probleemarchief werden uiteindelijk meer dan 50.000 schaakcomposities opgenomen.
Niemeijer was niet alleen als verzamelaar maar ook als auteur actief. Hij componeerde meer dan 600 schaakproblemen, schreef ruim 30 boeken en brochures en publiceerde meer dan 40 artikelen.

## Werken (selectie)
- Bloemlezing van Nederlandsche schaakproblemen uit de jaren 1792-1933, Amsterdam, 1934.
- "Het Nederlandse Schaakverenigingsleven in de 19de eeuw", in: Tĳdschrift van den Koninklĳken Nederlandschen Schaakbond 47 afl. 3 (maart 1939), supplement.
- De Roch als heraldische figuur, Rotterdam, 1946.
- Schaakbibliotheken. Een boek over verzamelaars en verzamelingen Wassenaar, 1948 (in eigen beheer).